# Уитц, Лоран
Лоран Уитц (в другом варианте — Лоран Уиц, фр. Laurent Witz; род. 21 ноября 1975, Агно, Франция) — французский аниматор, работает в Люксембурге. Лауреат премии Оскар. Создатель студии ZEILT Productions.

## Биография
Родился 21 ноября 1975 года в Агно на северо-востоке Франции. Лоран Уитц познакомился с 3D анимацией в середине 1990-х годов, обучаясь живописи в École supérieure d’art de Lorraine в Меце. За время обучения в ней создал четыре анимированных короткометражных фильма. Окончил её с отличием. Продолжил обучение по специальности режиссёра в студии Ex-Machina в Париже.
Основал свою собственную анимационную компанию в Люксембурге Zeilt Productions в 2007 году. Три года спустя в Йюсе он создал франко-люксембургскую студию Watt Frame. Вскоре он закончил мультфильм «Mr Hublot» («Господин Иллюминатор»), над которым работал три года в сотрудничестве с художником-аниматором Александром Эспигаресом, выступившим в качестве сорежиссёра. Большую роль в создании образного мира мультфильма сыграл скульптор Stéphane Halleux, которого соавторы привлекли к участию в фильме. Фильм — история замкнутого и одинокого человека, жизнь которого резко меняется, когда у него появляется робот-собака. В США посчитали, что на производство было затрачено 2 млн. долларов, на самом деле оно обошлось в 250 000 евро.
В октябре 2014 года завершил короткометражный мультфильм «Long Live New York» для New York Organ Donor NetWork и Yong and Rubicam New York. Премьера фильма состоялась в Нью-Йорке на One Screen Film Festival. Фильм получил приз за лучшую анимацию.
Сотрудники характеризуют режиссёра:

«Это трудоголик, наделённый талантом. Создается впечатление, что он никогда не останавливается. Он очень требователен к сотрудникам, но настолько, насколько и сам к себе».

## Интересные факты
- Три качества, которые режиссёр выделяет в своей личности: упорство, перфекционизм, энтузиазм.
- Любимая цитата — слова Альберта Эйнштейна:

«Воображение важнее, чем знания. Знания ограничены, тогда как воображение охватывает целый мир, стимулируя прогресс, порождая эволюцию».
- В 2014 году Лоран Уитц был награждён медалью За заслуги перед Великим герцогством Люксембургским.

## Фильмография
- 2007. Die neuen Abenteuer von Reineke Fuchs (по средневековому французскому «Роману о Ренаре»).
- 2013. Mr Hublot.
- 2014. Long Live New York.

## Основные награды — победитель
- 2013. Kerry Film Festival 2013 в номинации Лучшая анимация.
- 2014. Оскар Американской киноакадемии в номинации Лучший короткометражный мультфильм.
- 2014. Lumiere Award на 3D Creative Arts Awards. США.
- 2014. SOHO International Film Festival в номинации Лучший анимационный фильм
- 2014. Stuttgart Internationl Festival в номинации Приз зрительских симпатий.